# リボソームタンパク質SA
40Sリボソームタンパク質SA（40SリボソームタンパクしつSA、40S ribosomal protein SA）は、ヒトにおいてRPSA遺伝子にコードされるタンパク質である。
細胞外マトリックス糖タンパク質ファミリーであるラミニン類は、基底膜の主要な非コラーゲン性成分である。ラミニン類は、細胞の接着や分化、遊走、シグナル伝達、神経突起伸長、転移を含む多種多様な生物学的過程に関係している。ラミニンの効果の多くは、細胞表面受容体との相互作用によって媒介される。これらの受容体にはインテグリンファミリーや非インテグリン性ラミニン結合タンパク質がある。RPSA遺伝子は高親和性、非インテグリンファミリー、ラミニン受容体1 (laminin receptor 1) をコードしている。この受容体は67 kDラミニン受容体 (67LR)、37 kDラミニン受容体前駆体 (37LRP)、p40リボソーム関連タンパク質とさまざまに呼ばれてきている。ラミニン受容体1のアミノ酸配列は進化を通して高度に保存されており、重要な生物学的機能を有することが示唆されている。ラミニン受容体転写産物の量が正常細胞よりも大腸がん組織や肺がん細胞株において高いことが報告されている。また、がん細胞におけるこのポリペプチドの上方制御とそれらの侵襲性、転移性表現型との間に相関がある。この遺伝子には複数のコピーが存在するが、それらの多くはレトロポジショナル事象から生じたと考えられている偽遺伝子である。この遺伝子には2種類の選択的スプライシングによる転写変異体が見出されている。

## 相互作用
リボソームタンパク質SAはRPS21と相互作用することが明らかにされている。